# Distretto di Huai Krachao
Il distretto di Huai Krachao (in thailandese: ห้วยกระเจา) è un distretto (amphoe) della Thailandia, situato nella provincia di Kanchanaburi.